# Ruthton (Minnesota)
Ruthton es una ciudad ubicada en el condado de Pipestone en el estado estadounidense de Minnesota. En el Censo de 2010 tenía una población de 241 habitantes y una densidad poblacional de 140,35 personas por km².

## Geografía
Ruthton se encuentra ubicada en las coordenadas 44°10′39″N 96°6′18″O / 44.17750, -96.10500. Según la Oficina del Censo de los Estados Unidos, Ruthton tiene una superficie total de 1.72 km², de la cual 1.7 km² corresponden a tierra firme y (0.75%) 0.01 km² es agua.

## Demografía
Según el censo de 2010, había 241 personas residiendo en Ruthton. La densidad de población era de 140,35 hab./km². De los 241 habitantes, Ruthton estaba compuesto por el 99.17% blancos, el 0% eran afroamericanos, el 0% eran amerindios, el 0% eran asiáticos, el 0% eran isleños del Pacífico, el 0% eran de otras razas y el 0.83% pertenecían a dos o más razas. Del total de la población el 0.83% eran hispanos o latinos de cualquier raza.